# Perle (1935)
Perle var en ubåt av Saphir-klass som byggdes för den franska flottan i mitten av 1930-talet. Hon kölsträcktes 1931, sjösattes i juli 1935 och togs i bruk i mars 1937. I november 1942, efter Operation Torch, anslöt sig Perle till de allierade. När Perle återvände från ombyggnad i USA misstogs hon för att vara en ubåt av ett flygplan från det brittiska fartyget Empire MacCallum och sänktes.

## Design

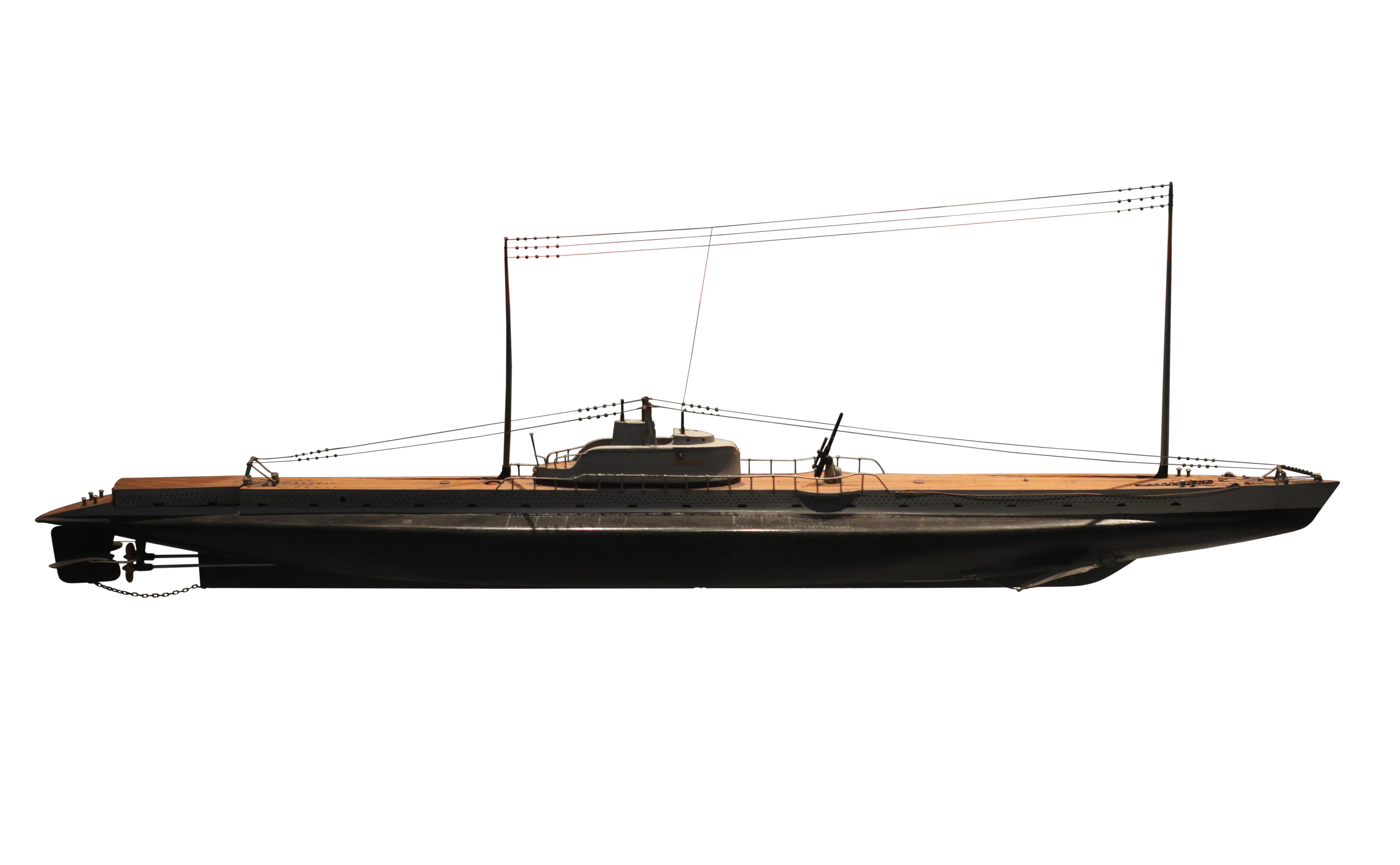
En skalmodell av Saphir som visas på Musée national de la Marine

Perle hade ett deplacement på 773 ton vid ytan och ett deplacement under vattenytan på 940 ton vid ytan. Fartyget var 66 meter långt, med en bredd på 7,1 meter och ett djupgående på 4,3 meter. Framdrivningen vid ytan sköttes av två Normand-Vickers dieselmotorer på totalt 1 300 hk (969 kW) och under ytan av två elmotorer på totalt 1 000 hk (746 kW) genom två axlar, vilket gav en maxhastighet på 12 knop (22 km/h) vid ytan och 9 knop (17 km/h; 10 mph) under ytan. Hennes bränslekapacitet på 97 ton brännolja gav henne en räckvidd på 7 000 nautiska mil (13 000 km) vid 7,5 knop (13,9 km/h) och 4 000 nautiska mil (7 400 km) vid 12 knop (22 km/h) och hennes batterier en räckvidd på 80 nautiska mil (150 km) vid 4 knop (7,4 km/h) under vatten. Hon hade en besättning på 42 man och kunde dyka upp till 80 meter.
Ubåtarna i Saphir-klassen var konstruerade för att kunna avfyra torpeder och lägga ut minor utan att gå upp till ytan. De kontaktminor som användes innehöll 220 kg TNT och fungerade på upp till 200 meters djup. De fästes på ubåtens utsida under ett hydrodynamiskt skydd och kastades ut med tryckluft.

## Tjänstgöring
Perle kölsträcktes 1931, sjösattes i juli 1935 och togs i bruk i mars 1937. I november 1942, efter Operation Torch, anslöt sig Perle till de allierade och stationerades i Dakar. Efter att ha deltagit i flera operationer seglade Perle till USA för ombyggnad. Den 26 juni 1944 lämnade fartyget hamnen och efter ett stopp i Newfoundland seglade Perle mot hamnen i Dundee i Skottland för att delta i operationerna utanför Norge. Den 8 juli misstogs Perle för en ubåt av ett allierat Fairey Swordfish torpedflygplan och sänktes i position 55°27′N 30°50′W. Cirka 17 av besättningen på 42 personer överlevde sänkningen men endast en räddades. Besättningen som omkom ombord på Perle var de sista dödsoffren bland franska ubåtsbesättningar under andra världskriget.